# 서여경
서여경(1981년 9월 25일 ~ ) 대한민국의 KBS 전 기상 캐스터이다.

## 출연 프로그램

### 과거
- KBS 2TV - 생방송 오늘 (2010년 5월 10일 ~ 2010년 9월 22일)
- KBS 1TV - KBS 뉴스광장(2009년 4월 20일 ~ 2010년 5월 8일)
- KBS 1TV - KBS 뉴스930(2009년 4월 20일 ~ 2010년 5월 8일)
- KBS 2TV - KBS 뉴스타임
- KBS 제2라디오 - 지식충전소
- KBS 제2라디오 - 0시의 음악여행, 원석현입니다( ~ 2010년 6월 28일)
- Mnet - 조정린의 아찔한 소개팅 제2회 (2006년 8월 10일)